# Ronald Read
Ronald James Read (23 de outubro de 1921 – 2 de junho de 2014) era um frentista, zelador, e, surpreendentemente, investidor e filantropo dos Estados Unidos da América. Ronald cresceu em Dummerston, no estado norte-americano de Vermont, em um ambiente rural de baixa renda. Ele tinha de caminhar mais de 6 km diariamente, ou pegar carona, para comparecer às aulas de ensino médio, e foi o primeiro a completar o ensino médio em sua família. Ele se alistou nas forças armadas do seu país durante a Segunda Guerra Mundial, servindo como policial-militar na Itália. Depois de um desengajamento com honrarias das forças armadas em 1945, ele retornou para sua Vermont onde trabalhou como frentista e mecânico por 25 anos. Um ano após se aposentar, ele passou a trabalhar em tempo parcial como zelador em uma loja de departamentos, por 17 anos, até 1997.

## Investimentos
Sua vida anônima passou a receber intensa cobertura da imprensa dos Estados Unidos depois do seu falecimento em 2014, em razão de ele ter deixado em seu testamento US$ 1,2 milhões para a Brooks Memorial Library (que frequentava) e US$4,8 milhões para o Brattleboro Memorial Hospital. Ele foi capaz de amealhar uma fortuna de aproximadamente US$ 8 milhões investindo em ações com altos dividendos, evitando ações de empresas cujos negócios ele não compreendia (como na área de tecnologia), vivendo de maneira frugal e sendo um investidor da estratégia buy and hold com um portfólio diversificado, concentrado em ações de grandes empresas chamadas como "blue chips".
The Wall Street Journal destacou que a compra que ele fez no valor de US$ 2.380 em ações da Pacific Gas and Electric Company em 1959 se multiplicou para o valor de US$10.735 quando ele faleceu. Ronald comprou ações de empresas como The J.M. Smucker Company, CVS Health, and Johnson & Johnson e as manteve em sua carteira, para obter retornos no longo prazo, ações da Procter & Gamble, JPMorgan Chase, General Electric, and Dow Chemical Company.
Sua estratégia consistia em selecionar empresas que pagavam dividendos generosos, que ele utilizava para reinvestir. Ele não investia em empresas de tecnologia ou empresas que estivessem na moda no mercado de ações, simplesmente porque preferia concentrar nas empresas sobre as quais ele tinha um bom conhecimento.  Quando faleceu, ele tinha nada mais nada menos que 95 ações que eram diversificadas, em setores como saúde, telecomunicações, serviços públicos, transporte ferroviário, sistema financeiro e bens de consumo. Muito embora ele tivesse ações do banco Lehman Brothers que faliu na crise de 2008, essa perda mal afetou a sua lucratividade, porque os seus investimentos eram bem distribuídos. 
Para se atualizar sobre seus investimentos, ele se baseava no The Wall Street Journal (sua leitura diária), em um jornal especializado chamado Barron's publicado pela Dow Jones & Company, e nas pesquisas que fazia na biblioteca da sua vizinhança.
Seus vizinhos, sua família e seus amigos não tinham ideia do valor de suas economias. 
Ronald não gastava seu dinheiro com roupas, sendo notável a história de que ele se valeu de um alfinete de remendo, para continuar utilizando um casaco jeans . Cliente habitual da cadeia de restaurante "Friendly's", conta-se que um senhor pagou pela sua refeição pensando que ele não teria recursos suficientes para tanto. Ele dirigia um automóvel Toyota com 7 anos de uso, e segundo o depoimento de seu advogado, Laurie Rowell, mesmo sendo um milionário, sempre que ele o visitava, o veículo era estacionado em uma distância razoável para evitar ter de pagar os parquímetros.
No jornal The Boston Globe, Nik DeCosta-Klipa chamou Ronald de "a epítome  da frugalidade ianque, conforme aqueles que o conheciam". "A despeito da renda limitada de que dispunha pelos seus empregos, ele foi capaz de juntar uma fortuna investindo na compra de ações."
Barry Ritholtz do The Washington Post elogiou Ronald, escrevendo que "a forma como um senhor modesto acumulou tanta riqueza demonstra lições de economia que se aplicam a todos".  Mas, de outro lado, uma outra lição também pode ser aprendida de sua experiência de vida: "Também devemos ter cautela em reconhecer o valor da finitude da vida humana na Terra. Talvez, aprender a aproveitar a vida enquanto você pode faça parte da melhor equação." 